# Аврам Пападопулос
Аврам Пападопулос (3. децембар 1984) грчки је фудбалер.

## Каријера
Током каријере играо је за Арис Солун, Олимпијакос и многе друге клубове.

## Репрезентација
За репрезентацију Грчке дебитовао је 2008. године. Са репрезентацијом Грчке наступио је на Светском првенству у фудбалу 2010. године. Укупно је остварио 36 утакмица за национални тим.

## Статистика
| Грчка  | Грчка | Грчка |
| Год.   | Ута.  | Гол.  |
| ------ | ----- | ----- |
| 2008   | 3     | 0     |
| 2009   | 7     | 0     |
| 2010   | 12    | 0     |
| 2011   | 7     | 0     |
| 2012   | 4     | 0     |
| 2013   | 1     | 0     |
| 2014   | 2     | 0     |
| Укупно | 36    | 0     |